# Dugny-sur-Meuse

Dugny-sur-Meuse este o comună în departamentul Meuse din nord-estul Franței. În 2010 avea o populație de 1.321 de locuitori.

## Evoluția populației
| An        | 1975  | 1982  | 1990  | 1999  | 2006  | 2010  |
| --------- | ----- | ----- | ----- | ----- | ----- | ----- |
| Populație | 1.181 | 1.224 | 1.247 | 1.279 | 1.324 | 1.321 |